# Whatever (canción de Godsmack)
«Whatever» es la segunda canción del disco Godsmack, y el primer sencillo de la banda homónima. También aparece en el demo que ellos mismo lanzaron al mercado, llamado All Wound Up.
Es una canción de  nu metal, que se caracteriza por tener un ritmo muy pegadizo. La voz de Sully derrocha energía, la guitarra sorprende, el bajo marca el ritmo y la batería pone la guinda a una de las canciones más famosas de la banda.

## Formación
- Sully Erna - voz, batería
- Tony Rombola - guitarra
- Robbie Merrill - bajo

## Aceptación
Es una de las canciones más famosas de la banda, y, junto a la canción I Stand Alone, a menudo es la canción que cierra los conciertos de la banda.

## Posición en las listas

### Singles - Billboard (Norteamérica)
| Año  | Lista                  | Posición |
| ---- | ---------------------- | -------- |
| 1998 | Mainstream Rock Tracks | 7        |
| 1998 | Modern Rock Tracks     | 19       |
| 1998 | Bubbling Under Hot 100 | 16       |
| 1998 | Billboard Hot 100      | 116      |